# 李鍾旭
李 鍾旭（イ・ジョンウク、朝: 이종욱、1980年6月18日 - ）は、大韓民国のソウル特別市出身の元プロ野球選手（外野手）、野球指導者。2008年北京オリンピック 野球 金メダリスト。

## 経歴

### 現代時代
嶺南大学卒業の後、2003年に現代ユニコーンズに入団したが、当時の現代は2年連続優勝を成し遂げるなど、最強の戦力を誇ったため、新人であった彼にまで出場の機会は回ってこなかった。1年目の後、兵役を遂行するため、入隊して国軍体育部隊に配属された。
2年間の服務を終えた後、現代から戦力外通告を受け、無籍の身分になった。

### 斗山時代
その後、高校からの旧知の仲である孫時憲が彼を推し、金卿文監督も機動力を重要視していたため2006年にテスト生として斗山ベアーズに拾われることになる。
当時戦力が弱体化していると言われた斗山でチャンスをつかみ、シーズン序盤は代走要員だったが、5月以降は1番打者としてレギュラーに定着。オールスターにも監督推薦で出場。新人王こそ柳賢振に奪われたが盗塁王のタイトルに輝いた。彼の素質を見抜けず戦力外通告を決めた現代球団のフロントは後に激しく叱責されたという。
2007年は、持ち前の脚力をより発揮できるよう左翼手から中堅手へコンバートされ、初めてゴールデングラブ賞を受賞した。
2008年に北京オリンピック野球韓国代表に選出された。対アメリカ合衆国戦ではサヨナラ犠飛を放つなど代表の優勝に貢献。前年47盗塁を決め足の早さを買われて2009年の第2回WBC韓国代表にも招集され、1次ラウンドでは全試合から得点を記録するなどチャンスメイクに成功していたが、打率が低く2次ラウンド途中から打撃好調の李容圭に外野の座を明け渡すことになった。
2009年は4月11日に史上14回目のサイクルヒットを放つも、試合中の骨折もあり長期離脱したことで、斗山移籍後初めて出場試合数が100を下回った。
2010年は100試合以上に出場し復活を遂げ、2年ぶりにゴールデングラブ賞も受賞した。
2012年は成績不振だったが、2013年は2年ぶりの打率3割を記録し、オフシーズンにはFAの権利を行使してNCダイノスに4年契約で移籍した。

### NC時代
NCでは外野の主力として出場し続けた。
2017年オフに2度目のFAを行使し、NCと契約期間1年で再契約した。

### 引退後
2018年限りで現役を引退しNCのコーチへ転身し、2024年まで務めた。
2025年からはサムスン・ライオンズのコーチとなる。

## プレースタイル・人物
通算打率が2割9分を超す俊足好打の選手。変化球や左投手を苦にしているが、カットが上手く三振も少ない。また、1番打者としては珍しい得点圏打率が高く2007年には.385、2010年には.359を記録した。シーズン中の本塁打は少ないが、ポストシーズンには比較的多く本塁打を放っている。俊足を生かし、塁に出て相手投手をかき回し乱れさせること得意としている。盗塁数は年々減少傾向にあるが、量より質を重視し現に成功率も高い。三塁打も多く脚力もさることながら技術も優れている。
外野手としても足を生かした幅広い守備範囲も評価が良い。肩の強さは標準的だが打球判断も水準が高い。積極的なプレーのためか怪我が多いが長期離脱は少ない。

## 詳細情報

### 年度別打撃成績
| 年 度     | 球 団     | 試 合 | 打 席 | 打 数 | 得 点 | 安 打 | 二 塁 打 | 三 塁 打 | 本 塁 打 | 塁 打 | 打 点 | 盗 塁 | 盗 塁 死 | 犠 打 | 犠 飛 | 四 球 | 敬 遠 | 死 球 | 三 振 | 併 殺 打 | 打 率 | 出 塁 率 | 長 打 率 | O P S |
| --------- | --------- | ----- | ----- | ----- | ----- | ----- | -------- | -------- | -------- | ----- | ----- | ----- | -------- | ----- | ----- | ----- | ----- | ----- | ----- | -------- | ----- | -------- | -------- | ----- |
| 2006      | 斗山      | 120   | 447   | 388   | 76    | 110   | 14       | 6        | 1        | 139   | 32    | 51    | 7        | 11    | 1     | 40    | 2     | 7     | 60    | 1        | .284  | .360     | .358     | .718  |
| 2007      | 斗山      | 123   | 527   | 465   | 84    | 147   | 20       | 12       | 1        | 194   | 46    | 47    | 14       | 6     | 4     | 48    | 0     | 4     | 74    | 6        | .316  | .382     | .417     | .799  |
| 2008      | 斗山      | 122   | 522   | 458   | 98    | 138   | 14       | 5        | 0        | 162   | 28    | 47    | 8        | 6     | 2     | 52    | 2     | 4     | 53    | 4        | .301  | .376     | .354     | .730  |
| 2009      | 斗山      | 82    | 344   | 312   | 48    | 86    | 11       | 4        | 1        | 108   | 28    | 37    | 6        | 3     | 1     | 28    | 0     | 0     | 38    | 5        | .276  | .334     | .346     | .680  |
| 2010      | 斗山      | 114   | 471   | 413   | 66    | 129   | 16       | 2        | 5        | 164   | 45    | 30    | 13       | 6     | 3     | 45    | 1     | 4     | 46    | 3        | .312  | .383     | .397     | .780  |
| 2011      | 斗山      | 121   | 499   | 436   | 64    | 132   | 11       | 5        | 5        | 168   | 44    | 20    | 15       | 5     | 4     | 49    | 0     | 5     | 51    | 6        | .303  | .377     | .385     | .762  |
| 2012      | 斗山      | 121   | 497   | 437   | 57    | 105   | 17       | 1        | 0        | 124   | 39    | 21    | 8        | 9     | 5     | 43    | 2     | 3     | 43    | 2        | .240  | .309     | .284     | .593  |
| 2013      | 斗山      | 110   | 456   | 401   | 77    | 123   | 23       | 6        | 6        | 176   | 52    | 30    | 7        | 12    | 2     | 38    | 1     | 3     | 57    | 6        | .307  | .369     | .439     | .808  |
| 2014      | NC        | 124   | 495   | 438   | 73    | 126   | 28       | 4        | 6        | 180   | 78    | 15    | 4        | 1     | 13    | 40    | 0     | 3     | 60    | 5        | .288  | .342     | .411     | .753  |
| 2015      | NC        | 125   | 504   | 440   | 63    | 118   | 25       | 2        | 5        | 162   | 52    | 17    | 4        | 4     | 3     | 54    | 6     | 3     | 78    | 5        | .268  | .350     | .368     | .718  |
| 2016      | NC        | 134   | 517   | 453   | 73    | 138   | 24       | 4        | 5        | 185   | 57    | 15    | 3        | 4     | 5     | 54    | 0     | 1     | 73    | 11       | .305  | .376     | .408     | .785  |
| 2017      | NC        | 107   | 355   | 318   | 52    | 98    | 15       | 0        | 5        | 128   | 34    | 9     | 2        | 2     | 2     | 28    | 0     | 5     | 30    | 5        | .308  | .371     | .403     | .774  |
| 2018      | NC        | 43    | 128   | 122   | 12    | 28    | 7        | 0        | 1        | 38    | 8     | 1     | 1        | 1     | 1     | 4     | 0     | 0     | 16    | 2        | .230  | .252     | .311     | .563  |
| KBO：13年 | KBO：13年 | 1446  | 5762  | 5081  | 843   | 1478  | 225      | 51       | 41       | 1928  | 543   | 340   | 92       | 70    | 46    | 523   | 14    | 42    | 679   | 61       | .291  | .359     | .379     | .738  |

- 太字はリーグ最高

### 背番号
- 39 （2003年、2006年 - 2018年）
- 93 （2019年 - ）

### タイトル
- 盗塁王：1回 （2006年)

### 表彰
- ゴールデングラブ賞：3回 （外野手部門：2007年、2008年、2010年）